# Кубок Первой лиги СССР по футболу
Кубок Первой лиги СССР по футболу — клубный турнир по футболу, проводившийся в СССР в 1988—1991 годах под эгидой Федерации футбола страны между участниками первой лиги.

## Регламент
Турнир проводился по системе «Кожаного мяча» и «Кубка Федерации» — турнир по четырём подгруппам — команды, занимающие первые места в своих подгруппах, выходят в полуфинал. Матчи группового этапа проходили в марте месяце перед стартом чемпионата, обычно на территории одного из участников подгрупного турнира, а финалы проходили как в апреле, так и в летнюю-осеннюю часть сезона. В сезонах 1989 и 1991 финальный матч состоял из одного поединка на нейтральном поле, а в 1988 и 1990 победитель определялся в двухматчевом противостоянии.

## Все призёры

### Групповой этап
| Сезон | Группа | Победитель             | Призёр                         | Количество команд |
| ----- | ------ | ---------------------- | ------------------------------ | ----------------- |
|       |        |                        |                                |                   |
| 1988  | 1      | СКА (Ростов-на-Дону)   | «Ротор» (Волгоград)            | 26                |
| 1988  | 2      | «Кузбасс» (Кемерово)   | «Ростсельмаш» (Ростов-на-Дону) | 26                |
| 1988  | 3      | «Пахтакор» (Ташкент)   | «Гурия» (Ланчхути)             | 26                |
| 1988  | 4      | «Даугава» (Рига)       | «Таврия» (Симферополь)         | 26                |
|       |        |                        |                                |                   |
| 1989  | А      | «Динамо» (Ставрополь)  | «Кубань» (Краснодар)           | 25                |
| 1989  | Б      | «Пахтакор» (Ташкент)   | «Геолог» (Тюмень)              | 25                |
| 1989  | В      | «Нефтчи» (Баку)        | СКА (Ростов-на-Дону)           | 25                |
| 1989  | Г      | «Гурия» (Ланчхути)     | «Котайк» (Абовян)              | 25                |
|       |        |                        |                                |                   |
| 1990  | А      | «Зенит» (Ленинград)    | «Металлург» (Запорожье)        | 17                |
| 1990  | Б      | «Таврия» (Симферополь) | «Ростсельмаш» (Ростов-на-Дону) | 17                |
| 1990  | В      | «Динамо» (Ставрополь)  | «Кузбасс» (Кемерово)           | 17                |
| 1990  | Г      | «Кубань» (Краснодар)   |                                | 17                |
|       |        |                        |                                |                   |
| 1991  | А      | «Шинник» (Ярославль)   | «Динамо» (Ставрополь)          | 19                |
| 1991  | Б      | «Ротор» (Волгоград)    | «Локомотив» (Нижний Новгород)  | 19                |
| 1991  | В      | «Нефтяник» (Фергана)   | «Буковина» (Черновцы)          | 19                |
| 1991  | Г      | «Котайк» (Абовян)      | «Зимбрул» (Кишинёв)            | 19                |

### Финалы
| Год  | Победитель            | Счёт          | Финалист               | Место финала            |
| ---- | --------------------- | ------------- | ---------------------- | ----------------------- |
| 1988 | «Пахтакор» (Ташкент)  | (1:2) (+:-)   | СКА (Ростов-на-Дону)   | Ростов-на-Дону, Ташкент |
| 1989 | «Пахтакор» (Ташкент)  | 2:1           | «Гурия» (Ланчхути)     | Сочи                    |
| 1990 | «Динамо» (Ставрополь) | (2:2) (3:0)   | «Таврия» (Симферополь) | Симферополь, Ставрополь |
| 1991 | «Котайк» (Абовян)     | 1:1, пен. 4:2 | «Ротор» (Волгоград)    | Ялта                    |

## Статистика
| Клуб                  | Побед | Сезоны побед |
| --------------------- | ----- | ------------ |
| «Пахтакор» (Ташкент)  | 2     | 1988, 1989   |
| «Динамо» (Ставрополь) | 1     | 1990         |
| «Котайк» (Абовян)     | 1     | 1991         |

### По республикам
| Республики      | Победитель | Финалист |
| --------------- | ---------- | -------- |
| Узбекская ССР   | 2          |          |
| Российская СФСР | 1          | 2        |
| Армянская ССР   | 1          |          |
| Украинская ССР  |            | 1        |
| Грузинская ССР  |            | 1        |